# Glabbeek
Glabbeek è un comune belga di 5 216 abitanti nelle Fiandre (Brabante Fiammingo).